# Karl Ludwig d'Elsa
Karl Ludwig d'Elsa, né le 1er novembre 1849 et mort le 22 juillet 1922, est un officier saxon. Il participe à la guerre franco-allemande de 1870. Il progresse dans la hiérarchie de l'armée allemande et devient commandant du 12e corps d'armée. Lors de la Première Guerre mondiale, il combat sous les ordres de von Hausen à la 3e armée allemande et combat aux marais de Saint-Gond. Il combat ensuite lors de la bataille de l'Aisne. Il quitte le service actif en janvier 1917, il préside après guerre et jusqu'à sa mort l'association des anciens combattants saxons.

## Biographie

### Premières années
Karl Ludwig d'Elsa est né le 1er novembre 1849 à Dresde, c'est le fils de l'Oberstleutnant Louis-Ferdinand d'Elsa (1806-1882) et Huberta Louise née von Brandenstein. d'Elsa fait partie du corps des cadets à partir de Pâques 1864. Le 1er avril 1869, il est enseigne au 101e régiment de grenadiers. D'octobre 1869 à avril 1870, il étudie à l'école militaire d'Erfurt. Le 29 juillet 1870, il est promu sous-lieutenant. le 1er septembre 1870, au déclenchement de la guerre franco-allemande, il est adjudant au premier bataillon du régiment. Il participe aux batailles de Saint-Privat, de Beaumont, de Sedan. Il combat également lors du siège de Paris. Pour ses actions lors de cette campagne, d'Elsa reçoit la croix de fer (1870).
Après la guerre d'Elsa suit une formation complémentaire du 1er octobre 1871 au 1er mars 1872 à l'Institut militaire d'équitation de Dresde. Entre le 24 juin 1873 et le 17 avril 1875, il est promu 1er lieutenant puis capitaine-adjudant dans son régiment d'origine, puis à la 45e brigade d'infanterie (de). De 1878 à 1881, il est commandant de compagnie au sein du corps des cadets. Le 1er avril 1881, il est promu capitaine et devient commandant de la 2e compagnie du 100e régiment de grenadiers. Deux ans plus tard, il est commandant de la 1re compagnie du régiment. En 1887, d'Elsa est adjudant du 12e corps d'armée et en 1889 il est promu au grade de major.
En 1892, il devient commandant du 13e bataillon de chasseurs à pied (de). En 1893, il est promu lieutenant-colonel, en 1895 il est nommé chef de la Section générale de l'armée au ministère saxon de la Guerre. En 1896, d'Elsa devient colonel et le 14 avril 1898 commande le 101e régiment de grenadiers. Le 7 juillet 1899, il est promu Generalmajor et prend le commandement de la 48e brigade d'infanterie (de) le 19 septembre 1900 jusqu'au 22 mars 1902, il est ensuite commandant de la 64e brigade d'infanterie (de) jusqu'au 19 juin 1904. Le 4 septembre 1902, d'Elsa sert le roi Georges Ier de Saxe. Il obtient le grade de Generalleutnant le 23 avril 1904. À partir du 19 juin 1904, d'Elsa commande la 24e division d'infanterie (2e division royale saxonne). Le 23 septembre, il devient general der Infanterie. Le 29 mars 1910, il a été nommé à la tête du 12e corps d'armée, l'une des trois unités du contingent saxon déployé en temps de paix au sein de l'armée impériale allemande.

### Première Guerre mondiale
D'Elsa est à la tête du 12e corps d'armée au déclenchement de la Première Guerre mondiale. Il est aux ordres de von Hausen commandant de la 3e armée allemande. Il prend part aux combats du mois d'août en Belgique. Le 23 août 1914, il donne l'ordre à ses unités de s'en prendre aux civils de Dinant accusés de soutenir les troupes françaises, 674 victimes seront décomptées à la suite de ce massacre. Le XIIe corps d'armée entame ensuite sa progression vers le sud à la poursuite des armées françaises. Lors de la bataille de la Marne, d'Elsa et son corps d'armée attaque violemment l'aile droite de la 9e armée française de Foch au cours de la bataille des Marais de Saint-Gond et parviennent à repousser les troupes françaises avant d'être contraints au repli à la suite des décrochages des 1re et 2e armées allemandes.
Il combat ensuite sur l'Aisne et bloque la progression des troupes françaises vers le Nord. En 1916, il prend la tête du Armeeabteilung "A" en remplacement de Ludwig von Falkenhausen, jusqu'à la dissolution de cette unité. Il est ensuite placé en réserve de l'armée le 13 février 1917.

### Dernières années
Le 23 janvier 1918, d'Elsa est promu au rang de « Charakter de Generaloberst » (un grade honorifique). Après l'armistice, les Alliés souhaite juger d'Elsa comme un criminel de guerre pour son rôle présumé dans les atrocités commises contre les civils belges.
De 1918 à 1922, d'Elsa est le président de l'Association des anciens combattants saxons. Il prend sa retraite de l'armée le 21 janvier 1920. D'Elsa décède le 20 juillet 1922 à Tannenfeld bei Nöbdenitz (aujourd'hui dans la commune de Löbichau) en Thuringe.

## Famille
Elsa s'est mariée le 8 octobre 1875 à Dresde avec Margarethe Andrée (1853-1888). Après la mort de cette dernière, il se marie le 6 juin 1891 avec Charlotte von Stieglitz (de) (1866-1947), fille du lieutenant-général saxon Thuisko von Stieglitz (de). De leurs mariages sont nés leur fils Walther (1877-1914), capitaine saxon mort près de Dinant pendant la Première Guerre mondiale, et leurs filles Elisabeth (1879-1952) et Priska (1895-1963).

## Honneurs et distinctions
- Grand-Croix de l'Ordre du Mérite civil de Saxe.
- Grand-Croix de l'Ordre d'Albert avec épée.
- Médaille militaire de service long de Saxe.
- Ordre du Mérite militaire de Bavière, 1re classe.
- Grand-Officier de l'Ordre de Léopold (Belgique).
- Commandant de l'Ordre du Soleil levant (Japon).
- Commandant de l'Ordre du Trésor sacré (Japon).
- Ordre de la Couronne de fer d'Autriche.
- Grand-Croix de l'Ordre de François-Joseph.
- Grand-Croix de l'Ordre de l'Aigle rouge.
- Ordre de la Couronne de Prusse, 1re classe.
- Croix de fer (1870), 2e classe.
- Croix d'honneur, 1re classe.
- Grand-Croix de l'Ordre du Faucon blanc.
- Grand-Croix de Ordre de la Maison ducal de Saxe.
- Ordre de la Couronne de Thaïlande, 2e classe.
- Ordre du mérite militaire d'Espagne, 4e classe.
- Commandant avec étoile de l'Ordre de la Couronne de Wurtemberg.
- Commandant 2e classe de l'Ordre militaire de Saint-Henri le 3 mai 1915.
- Pour le Mérite le 1er septembre 1916.